# 齋藤かおり
齋藤 かおり（さいとう かおり、1975年 - ）は、日本のゴルフ指導者。
2022年時点では、ドラコン公式記録342ヤード、ドラコン日本大会10勝、世界大会6回出場の記録を持ち、「ドラコン女王」と呼ばれる。

## 経歴
1975年、岩手県盛岡市生まれる。
父親は選抜高等学校野球大会の出場歴があり、社会人野球の盛岡鉄道管理局（現・JR盛岡）の監督を務めていたこともあって、スポーツに親しんで育つ。バスケットボール、ホッケーの選手になり、ホッケーでは国民体育大会にも出場している。29歳の時にプロゴルファーを目指すことを決意し、江連忠ゴルフアカデミーに入門する。
2015年にドラコン競技・女子の部で342ヤードを出し、日本記録を更新する。初参加した世界大会では6位の成績を残す。
「全米女子プロゴルフ協会PROFESSIONALS ClassA」を取得しており、岐本金属（千葉県千葉市）に所属しながら、ダイナミックゴルフ千葉で「齋藤かおりパッションゴルフスクール」を開校している。